# كأس الكاريبي 2010
بطولة الكاريبي لكرة القدم 2010، المعروف أيضا باسم بطولة الكاريبي ديجيسيل 2010 لغرض رعاية، هو النسخة السادسة عشر من بطولة البحر الكاريبي، وفريق كرة القدم الدولي بطولة للمنتخبات الوطنية في منطقة البحر الكاريبي من التابعة لاتحاد الكونكاكاف. المرحلة النهائية سوف يتم استضافتها من قبل مارتينيك. مارتينيك فازت بحق استضافة بعد حصولها على أصوات أكثر من منافسيها جوادلوب وبربادوس، والتي وضعت أيضا في العطاءات. كان من المقرر أن تبدأ البطولة في 18 أغسطس مع المباراة النهائية التي كانت ستجري في 28 نوفمبر. ومع ذلك، في بداية أغسطس 2010، أصدرت اكفو جدول زمني مختلف، مع بدأ المنافسة يتم تأجيلها حتى 2 أكتوبر.
أفصل أربعة منتخبات في المسابقة النهائية يتأهلون إلى كأس الكونكاكاف الذهبية 2011 في الولايات المتحدة الأمريكية.

## المسابقة النهائية

### المجموعة أ
| فريق             | لعب | ف | ت | خ | له | عليه | +/- | نقاط |
| ---------------- | --- | - | - | - | -- | ---- | --- | ---- |
| ترينيداد وتوباغو |     |   |   |   |    |      |     |      |
| كوبا             |     |   |   |   |    |      |     |      |
| مارتينيك         |     |   |   |   |    |      |     |      |
| غرينادا          |     |   |   |   |    |      |     |      |

### المجموعة ب
| فريق           | لعب | ف | ت | خ | له | عليه | +/- | نقاط |
| -------------- | --- | - | - | - | -- | ---- | --- | ---- |
| غيانا          |     |   |   |   |    |      |     |      |
| جزر جوادلوب    |     |   |   |   |    |      |     |      |
| جامايكا        |     |   |   |   |    |      |     |      |
| أنتيغا وبربودا |     |   |   |   |    |      |     |      |